# Idaea latistrigata
Idaea latistrigata là một loài bướm đêm trong họ Geometridae.